# Nueva Helvecia
Nueva Helvecia (antigamente conhecida como Colonia Suiza) é uma cidade do Uruguai localizada na região sudeste do departamento de Colonia, a 120 km a oeste da capital do país, Montevidéu.
Foi fundada em 1862, por imigrantes suíços. Hoje é uma grande produtora de leite.

## Pessoas notáveis
- Waldemar Bernatzky † (1925-2005), ciclista
- Pedro Ignacio Wolcan Olano † (bispo de Tacuarembó desde 19 de junho 2018)
- Rodrigo Bentancur, futebolista (1997)